# Sierra Madre del Sur

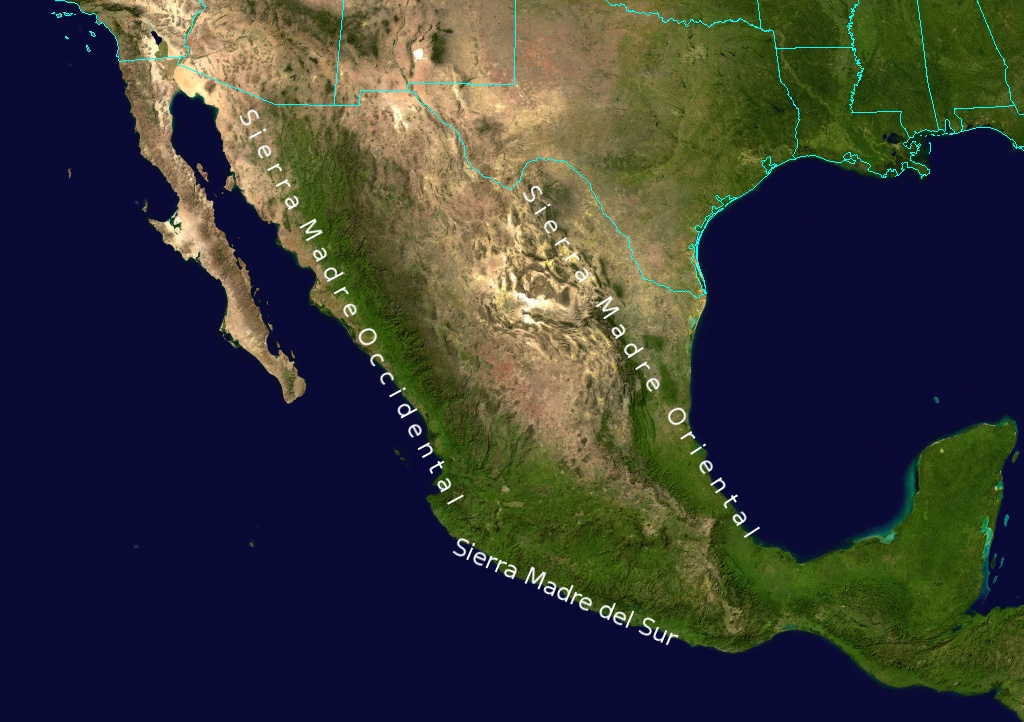
Die Lage der Sierra Madre del Sur im Süden Mexikos

Die Sierra Madre del Sur ist ein Gebirgszug im Süden Mexikos, der sich über 1000 km vom Süden Michoacáns, östlich durch Guerrero bis zum Isthmus von Tehuantepec im Osten von Oaxaca erstreckt.
Er vereinigt sich mit dem trans-mexikanischen Vulkan-Gürtel Zentralmexikos im Norden Oaxacas, bleibt aber von diesem weiter westlich durch das Tal des Río Balsas und den Nebenflüssen des Río Tepalcatepec getrennt.
Der höchste Punkt mit 3703 m liegt im Zentrum von Guerrero.
Obwohl sie von der Sierra Madre del Sur durch den tiefen Canyon des unteren Río Balsas getrennt sind, werden die Berge südlich Michoacáns um Coalcomán herum normalerweise dazugerechnet.
Die Bergkette ist weitgehend mit Madrean Pine-Oak Woodlands (Madrean-Kiefern-Eichen-Wäldern) überzogen und für ihre große Artenvielfalt und die große Anzahl endemischer Arten bekannt.